# Pfarrkirchen bei Bad Hall
Pfarrkirchen bei Bad Hall est une commune autrichienne du district de Steyr-Land en Haute-Autriche.